# Guarnerius
Guarnerius es el nombre dado a los instrumentos de cuerda fabricados por la familia Guarneri de Cremona, Italia. Su miembro más famoso fue Giuseppe Guarneri (1698 - 1744, también conocido como Giuseppe del Gesù) quien fabricó el violín usado por Paganini y que actualmente se conserva en el Museo de Génova.
Los Guarnerius son aún más raros que los Stradivarius.

## Familia Guarnerius
- Andrea Guarneri (1628 - 7 de diciembre de 1698) Fue un aprendiz en el taller de Nicolo Amati de 1641 a 1646 y nuevamente con él de 1650 a 1654. Sus primeros instrumentos están basados en el diseño del Grand Amati, pero batalló para obtener la sofisticación de los propios instrumentos Amati. Fabricó algunas violas muy finas, una de las cuales fue interpretada por William Primrose.

Dos de los hijos de Andrea Guarneri continuaron la tradición de su padre.
- Pietro Giovanni Guarneri (18 de febrero de 1655 - 26 de marzo de 1720) Conocido como Pedro de Mantua (Pietro da Mantova) para distinguirse de su sobrino Pietro Guarneri. Trabajó en el taller de su padre alrededor del año 1670 hasta su matrimonio en 1677. Se estableció en Mantua en 1683, donde trabajó como músico y fabricante de violines. Sus instrumentos generalmente son más finos que los de su padre, pero son más raros, debido a su doble profesión. Joseph Szigeti ha interpretado uno de sus instrumentos.

- Su hijo menor; Giuseppe Giovanni Battista Guarneri (25 de noviembre de 1666 - 1739 o 1740) Conocido como Filius Andreae, se unió al negocio de su padre en Cremona, al heredarlo en 1698. Es reconocido entre los grandes fabricantes de violines, a pesar de competir con Stradivari, una presencia omnipresente a lo largo de su carrera. Alrededor de 1715 fue ayudado por sus hijos y probablemente por Carlo Bergonzi.

Giuseppe Giovanni Battista fue padre de otros dos fabricantes de instrumentos:
- Pietro Guarneri (Pedro de Venecia o Pietro da Venezia)(14 de abril de 1695 - 7 de abril de 1762). Dejó Cremona en 1718, asentándose posteriormente en Venecia. Ahí combinó las técnicas de su padre con las de Venecia, quizás trabajando con Domenico Montagnana y Carlo Annibale Tononi. Sus primeros trabajos originales datan de 1730. Sus instrumentos son raros y muy apreciados al igual que los de su padre y los de su tío. Uno de sus chelos fue interpretado por Beatrice Harrison.

- Bartolomeo Giuseppe Guarneri (Del Gesú 21 de agosto de 1698 - 17 de octubre de 1744), es considerado el más grandioso fabricante de violines de todos los tiempos. Giuseppe es conocido como Del Gesú. Sus instrumentos se diferenciaron de la tradición familiar, creando un estilo propio y único, considerado de los mejores, aunque algunos opinan que los mejores son los de Stradivari.

## Trabajos destacados
El instrumento favorito del virtuoso violinista Niccoló Paganini era el Il Cannone Guarnerius, un violín Guarneri del Gesú de 1743. El violín Lord Wilton Guarneri del Gesú hecho en 1742 fue propiedad de Yehudi Menuhin. 
Otros intérpretes de violines Del Gesú en el siglo XX fueron Arthur Grumiaux, Jascha Heifetz, Michael Oser Rabin, Joseph Silverstein, Eugene Ysaye, Enrique Fernández Arbós, Isaac Stern, Henryk Szeryng, Leonid Kogan, Alberto Lysy y Pinchas Zukerman y en este siglo Leila Josefowicz.
La historia de la familia Guarneri es algo incierta. Una fuente asegura; "...Giuseppe Del Gesú y Pietro da Venezia pudieron haber sido más primos que hermanos, asimismo Pietro da Venezia pudo haber sido hijo de Pietro da Mantova...".